# Shagang (köpinghuvudort i Kina, Liaoning)
Shagang är en köpinghuvudort i Kina. Den ligger i provinsen Liaoning, i den nordöstra delen av landet, omkring 190 kilometer sydväst om provinshuvudstaden Shenyang. Antalet invånare är 20 571. Befolkningen består av 9 969 kvinnor och 10 602 män. Barn under 15 år utgör 12,0 %, vuxna 15-64 år 76 %, och äldre över 65 år 10,0 %.
Runt Shagang är det tätbefolkat, med 297 invånare per kvadratkilometer. Närmaste större samhälle är Gaizhou, 10,7 km nordost om Shagang. Trakten runt Shagang består till största delen av jordbruksmark.
Genomsnittlig årsnederbörd är 910 millimeter. Den regnigaste månaden är juli, med i genomsnitt 262 mm nederbörd, och den torraste är januari, med 7 mm nederbörd.